# Gracilidia gracilis
Gracilidia gracilis är en insektsart som beskrevs av Nielson 1988. Gracilidia gracilis ingår i släktet Gracilidia och familjen dvärgstritar. Inga underarter finns listade i Catalogue of Life.